# Chloropsis aurifrons
Chloropsis aurifrons е вид птица от семейство Chloropseidae.

## Разпространение
Видът е разпространен в Бангладеш, Бутан, Камбоджа, Китай, Индия, Лаос, Мианмар, Непал, Шри Ланка и Виетнам.